# 42-й батальон территориальной обороны Кировоградской области
42-й батальон территориальной обороны «Рух Опору» (укр. 42-й батальйон територіальної оборони «Рух Опору») — отдельный батальон, созданный в Кировоградской области и находящийся в оперативном подчинении Министерства обороны Украины.

## Предшествующие события
19 марта 2014 года Совет национальной безопасности и обороны Украины принял решение о создании оперативных штабов при областных государственных администрациях пограничных областей Украины. 30 марта 2014 года и. о. президента Украины А. В. Турчинов поручил руководителям областных администраций начать создание батальонов территориальной обороны в каждой области Украины.
30 апреля 2014 года было принято официальное решение возложить функции создания батальонов территориальной обороны в каждой области Украины на областные военные комиссариаты.
6 мая 2014 года начался второй этап частичной мобилизации.

## Формирование батальона
Формирование батальона проходило под руководством капитана 1 ранга Ю. Б. Олефиренко (однако в августе 2014 года он был переведён на новое место службы).
Обеспечение потребностей батальона проходило при содействии со стороны областной администрации Кировоградской области и с использованием бюджетных средств города Кировограда и Кировоградской области:
- так, 19 августа 2014 глава Кировоградского областного совета А.Чорноиваненко передал батальону первую партию бронежилетов (320 шт.), которые были закуплены в соответствии с решением Кировоградского областного совета[8]
- 16 сентября 2014 Главное управление Министерства доходов и сборов Украины в Кировоградской области передало батальону партию снаряжения (униформу, обувь, радиостанции и предметы экипировки для снайперов)[9]
- в 2015 году из средств городского бюджета Кременчуга на батальон было израсходовано 34 816 гривен[10]

Кроме того, батальон получал материальную помощь из внебюджетных источников:
- на этапе формирования, помощь в обеспечении батальона продовольствием, постельными и туалетными принадлежностями оказали представители движения «Рух Опору» (во главе с Юлией Тимошенко)[2]
- 4 июля 2014 жители Кривого Рога передали для батальона две палатки, 22 разгрузочных жилета, продукты питания, бельё и средства личной гигиены[11]
- 23 июля 2014 «Национальный штаб обороны», криворожское казачество, общественная организация «Разом» и иные общественно-политические организации Кривого Рога отправили в батальон вторую партию снаряжения (11 бронежилетов, предметы экипировки для снайперов, маски-балаклавы), а также продовольствие, воду и сигареты[12]
- 11 ноября 2014 жители Кировоградской области передали батальону один грузовик и три тонны продовольствия[13]
- 21 ноября 2014 полтавский фонд «Єдність 2014» передал батальону ретранслятор DR3000 стоимостью 64 тыс. гривен[14]
- 4 августа 2015 батальон получил от волонтёров оборудование на сумму 5896 гривен (планшет и два бинокля)[15]

По состоянию на 26 июня 2014 года, батальон проходил боевую подготовку в Кировоградской области.
В ноябре 2014 года 42-й батальон территориальной обороны Кировоградской области был преобразован в 42-й отдельный мотопехотный батальон.
В соответствии с указом президента Украины П. А. Порошенко № 44 от 11 февраля 2016 года оказание шефской помощи батальону было поручено Кировоградской областной государственной администрации.

## Деятельность
После завершения боевой подготовки батальон был направлен в зону боевых действий на юго-востоке Украины.
В начале августа 2014 батальон был командирован в Краматорск охранять аэродром (передислокация в Краматорск была завершена 4 августа 2014). В дальнейшем, около 50 военнослужащих батальона отправили на Саур-Могилу, ещё одна группа военнослужащих батальона была отправлена в Мариуполь.
27 августа 2014 года 42-й батальон с усилением из двух приданных БМП направили в Иловайск.
28 августа 2014 в районе Дебальцево подразделение батальона попало в засаду, погибли не менее пяти военнослужащих батальона (солдаты В. А. Голый, Ю. В. Кириенко, Е. А. Мельничук, М. Б. Харченко и сержант Н. Сыпченко); пропали без вести ещё 4 солдата: И. М. Кузин, В. С. Татомир, А. П. Лыфарь и Д. Ф. Ильгильдинов. Кроме того, несколько военнослужащих батальона были ранены: один из них, солдат В. М. Донос был взят в плен ополченцами. В этот же день в н. п. Брянка был взят в плен ещё один солдат батальона, Ю. Лазаренок
29 августа 2014 в районе Иловайска погиб ещё один военнослужащий батальона, снайпер И. Л. Письменный.
В сентябре 2014 в ходе обмена пленными между Украиной и ДНР украинской стороне были переданы два военнослужащих 42-го батальона территориальной обороны (старшина И. В. Журавлёв и А. Л. Бабченко), в октябре 2014 — ещё двое солдат и офицер 42-го батальона территориальной обороны.
По состоянию на 11 ноября 2014, батальон находился в районе Дебальцево.
23-24 ноября 2014 в результате артобстрелов погибли два военнослужащих батальона.
В конце декабря 2014 года в Кировоградской области умер прибывший из зоны боевых действий раненый военнослужащий батальона.
В январе 2015 года батальон по-прежнему находился на линии фронта, он был разделён на две части: одна часть находилась в районе Дебальцево, другая — в Углегорске. Во второй половине января батальону объявили, что направляют на ротацию и вывели на вторую линию обороны, личный состав был размещён на отдых в сооружениях неиспользуемого депо в н. п. Константиновка под Горловкой. В дальнейшем, примерно сто человек из батальона отправили домой, но большинство были оставлены в Константиновке и использовались в качестве резерва для усиления фронтовых частей.
22 января 2015 в Константиновке погиб военнослужащий батальона А. К. Деревянченко, в этот же день в районе Дебальцево погиб ещё один военнослужащий батальона (К. Закревский).
26 января 2015 в районе Дебальцево в результате прямого попадания снаряда в бронетранспортёр были убиты заместитель командира батальона, майор В. И. Степанок и рядовой В. Н. Отришко.
28 января 2015 в ходе боевых действий в районе Горловки погибли два и были ранены ещё три военнослужащих батальона.
До 10 февраля 2015 года батальон находился на позициях в районе Дебальцево, а затем отступил в Константиновку.
18 июня 2015 года министерство обороны Украины сообщило, что за 11 месяцев участия в боевых действиях батальон потерял 20 военнослужащих погибшими и двух пропавшими без вести.
8 января 2016 года в госпитале скончался снайпер батальона Ф. В. Мельничук, получивший смертельное пулевое ранение в селе Зайцево.

## Техника, вооружение и снаряжение
Личный состав батальона вооружён стрелковым оружием.
В распоряжении батальона имеется несколько грузовиков различных типов («КрАЗ», «Урал», МАЗ-500).
12 августа 2014 батальону передали два бронированных грузовика ЗИЛ-131, изготовленных коммунальным предприятием «Автобаза Кировоградского областного совета».
В конце сентября 2014 из легкового автомобиля ВАЗ-2102 «Жигули» советского производства для батальона построили небронированную штурмовую машину.
11 ноября 2014 батальону передали ещё один грузовик.
22 декабря 2014 батальону передали один грузовик «Урал», один УАЗ-469 и один беспилотный летательный аппарат
Позднее батальону передали один бронетранспортёр.
В начале июня 2015 года военнослужащие батальона установили 12,7-мм танковый пулемёт НСВТ на самодельный станок (в дальнейшем, пулемёт предполагается использовать для вооружения блокпоста батальона)